# بخش گیلفورد (شهرستان مدینه، اوهایو)
بخش گیلفورد (به انگلیسی: Guilford Township) یک منطقهٔ مسکونی در ایالات متحده آمریکا است که در شهرستان مدینا، اوهایو واقع شده‌است.
 بخش گیلفورد ۶۵٫۰ کیلومتر مربع مساحت و ۵٬۴۴۷ نفر جمعیت دارد و ۳۴۸ متر بالاتر از سطح دریا واقع شده‌است.